# Fibulobasidium inconspicuum
Fibulobasidium inconspicuum är en svampart som beskrevs av Bandoni 1979. Fibulobasidium inconspicuum ingår i släktet Fibulobasidium och familjen Sirobasidiaceae.   Inga underarter finns listade i Catalogue of Life.